# Let TABSO LZ101
LZ101 byl pravidelný let bulharsko-sovětské společnosti TABSO (Транспортно-авиационно българо-съветско общество – „Bulharsko-sovětská letecká dopravní společnost“, dnešní Balkan Bulgarian Airlines) ze Sofie přes Budapešť a Prahu do Berlína, který ve čtvrtek 24. listopadu 1966 havaroval na svahu kopce Sakrakopec nedaleko letiště v Bratislavě, kde předtím neplánovaně přistál kvůli povětrnostním podmínkám. Při havárii zahynulo všech 82 osob na palubě. Jedná se o nejhorší letecké neštěstí na Slovensku i na území bývalého Československa.

## Události

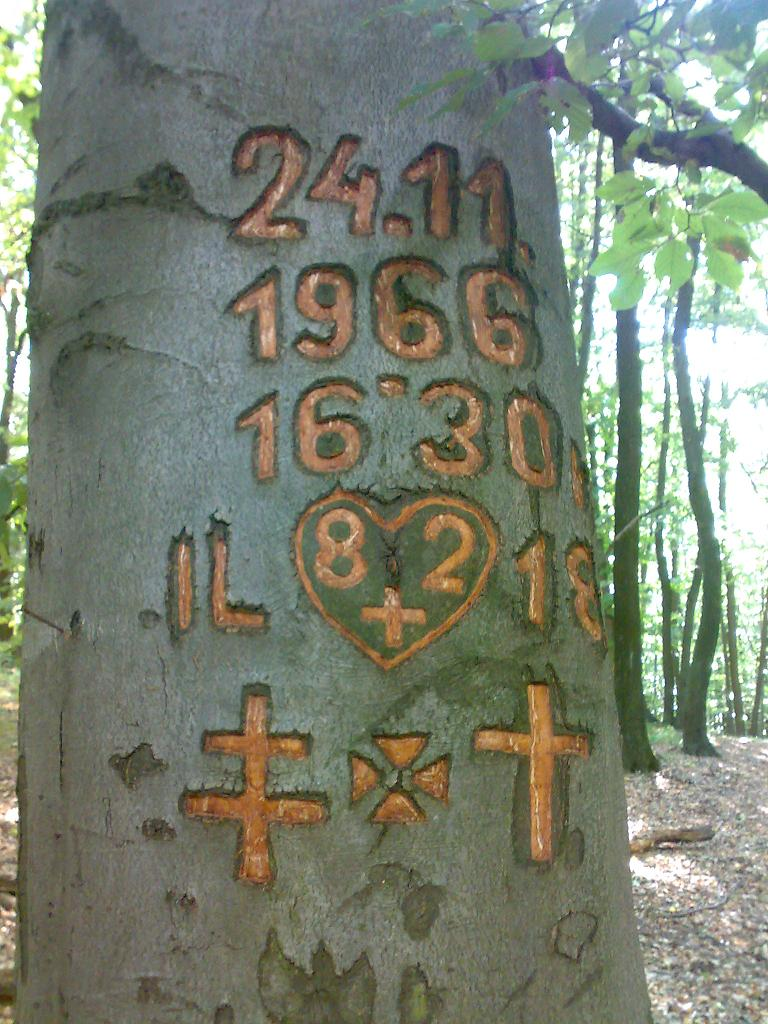
Detail vytesaného nápisu 82 obětem tragédie z roku 1966

V den nehody byl na let LZ101 nasazen letoun Iljušin Il-18B s registrační značkou LZ-BEN, vyrobený v lednu 1964 pod výrobním číslem 7101 a převzatý TABSO 22. ledna téhož roku. Až do neštěstí na Slovensku neměl žádnou nehodu a byl udržován v souladu[zdroj?] s ustanoveními výrobce.
Posádce velel kapitán Lubomir Todorov Antonov, 41 let, 11 959 nalétaných hodin. Byl to jeden ze služebně nejstarších kapitánů IL-18 u TABSO. S tímto typem letadla začal létat v červenci 1962, krátce po svém nástupu do služby. Dva dny předtím složil zkoušky odbornosti. Bratislavské letiště velmi dobře znal a dosud tam letěl při různých příležitostech 11krát. Druhý pilot (první důstojník) byl Svetoslav Dimitrov Šakadanov, 36 let, 5975 nalétaných hodin. Zkoušku odbornosti složil den předem. Navigačním důstojníkem byl navigátor 1. třídy Slavi Stefanov Tomakov, radiotelegrafickým důstojníkem byl Nikola Alexandrov Tasev, 36 let, 3160 nalétaných hodin. Palubním mechanikem byl Stojan Todorov Rangelov, 42 let, 3602 nalétaných hodin. Posádku dále tvořily stevardky Maria Ivanovová, Svetla Georgievová a Violina Stoičkovová.
Mezi 74 cestujícími letu LZ101 byli většinou obyvatelé Bulharska, ale na palubě byli i občané Chile, Brazílie, Hondurasu, Argentiny, Spojeného království, Švýcarska, Československa, SSSR, Tuniska a Japonska. Mezi nimi byla bulharská operní sólistka Ekaterina Popovová, bulharský velvyslanec v Německé demokratické republice generál Ivan Bačvarov, známý honduraský spisovatel a novinář Ramón Amaya Amador a dirigent Václav Jiráček.
Let LZ101 odstartoval z Budapešti v 11.46 hodin středoevropského času. Zatímco byl ve vzduchu, počasí v Praze se zhoršilo. Kapitán Antonov se rozhodl přistát na bratislavském letišti (dnešní letiště M. R. Štefánika), kde přistál v 11.58. Do 15.30 se počasí v Praze zlepšilo a Antonov se rozhodl připravit se k odletu. Meteorolog bratislavského letiště Jan Popelený informoval kapitána, že nad Malými Karpaty severozápadně od Bratislavy se očekává střední až silná turbulence.
V 16.10 byl let naložen a v 16.20:30 obdržela posádka povolení pojíždět na ranvej 04 nebo ranvej 31 dle svého uvážení. Piloti zvolili VPD 31, tedy vzlet západním směrem, proti pásu pohoří Malých Karpat. Současně dostali povolení odstartovat, točit doprava, tedy na sever, na radiomaják NDB OKR (na mapě) 48°17′10″ s. š., 17°32′50″ v. d., nastoupat na výšku 5 100 m a po přeletu radiomajáku NIT (na mapě) 48°24′17″ s. š., 17°32′34″ v. d. měli točit směr Brno a dále pokračovat na Prahu . Mezitím odstartoval z Bratislavy také Iljušin Il-14 Československých aerolinií. Aby byl dodržen rozestup mezi IL-14 a IL-18, byl Antonov instruován, aby udržoval výšku 300 m, dokud nedostane povolení k vzestupu na svou letovou hladinu.
Let LZ101 odstartoval v 16.28 v téměř úplné tmě. Jeho start pozoroval letecký dispečer Jaroslav Vadovič, který oznámil, že proběhl normálně. Krátce po oznámení vzestupu byl LZ101 instruován, aby zahnul doprava a kontaktoval bratislavského přibližovacího dispečera na frekvenci 120,9 MHz. Letadlo však nedokázalo přejít na přibližovací službu řízení a přibližně dvě minuty po odletu z bratislavského letiště havarovalo 8 km od letiště na Sakrakopci v Malých Karpatech v bratislavské čtvrti Rača. Místo nárazu do země leželo o 288 m výš než letiště. Letadlo narazilo do zasněžené země v ostrém úhlu a velmi vysokou rychlostí, když jeho motory vyvíjely plný výkon. Pokácelo velký počet stromů a během 20 sekund se rozpadlo. Vypukl prudký požár paliva, ale brzy dohořel zejména proto, že úlomky a palivo byly rozmetány na velkém území.
Místo havárie bylo blízko zastavěným oblastem Bratislavy a bylo velmi oblíbeným cílem výletů. Nehodu tak vidělo a slyšelo mnoho místních obyvatel včetně letového dispečera, který byl zrovna mimo službu a který okamžitě zatelefonoval svým kolegům na letišti. Přibližovací letečtí dispečeři na letišti však nehodu neviděli ani na vlastní oči, ani na radaru.
Kvůli obtížnému terénu, naprosté tmě a špatnému počasí trvalo záchranným složkám hodinu a půl od přivolání, než se dostaly na místo havárie. Další prodlevy a zaváhání byly způsobeny obavami, že letadlo možná převáželo radioaktivní izotopy. Během následujících tří dnů byla vyproštěna a odeslána do Bratislavy k identifikaci těla 74 z 82 osob na palubě. Většina obětí zemřela okamžitě následkem mnohočetných zranění utrpěných nárazem. Spáleniny na většině těl byly způsobeny až posmrtně. Vyskytly se však spekulace, že některé oběti možná přežily náraz i požár, ale zemřely posléze na podchlazení.

## Vyšetřování
| Národnost          | Počet obětí |
| ------------------ | ----------- |
| Bulharsko          | 45          |
| Maďarsko           | 16          |
| Československo     | 5           |
| Německo            | 5           |
| Brazílie           | 3           |
| Chile              | 2           |
| Argentina          | 1           |
| Honduras           | 1           |
| Japonsko           | 1           |
| Spojené království | 1           |
| Švýcarsko          | 1           |
| Tunisko            | 1           |
| Celkem             | 82          |

Vyšetřování bylo vedeno československou komisí, kterou vedl vrchní letecký inspektor Jan Dvořák. Podle mezinárodních předpisů spolupracoval se zástupci Bulharska jako země, v níž bylo letadlo registrováno (bulharskou delegaci vedl předseda Státní revizní komise Ninko Stefanov), a se zástupci sovětského výrobce letadel Iljušin a výrobce motorů Ivčenko.
Od počátku vyšetřování panovalo mezi bulharskými a československými úřady a vyšetřovateli velké a stále rostoucí napětí. Delegace TABSO, kterou vedl generální ředitel Lazar Beluhov, dorazila do Bratislavy den po nehodě, ale nebyl jí umožněn přístup na místo nehody ani k letovým dispečerům. Na začátku vyšetřování členové bulharské komise požadovali, aby šetření mohli vést oni podle mezinárodního předpisu, který to umožňoval. Československé úřady tento požadavek odmítly s odvoláním na reciprocitu, protože Bulharsko nepodepsalo smlouvu, která by umožňovala zahraničním vyšetřovatelům podílet se na vyšetřování nehod v Bulharsku. Bulharská strana se domnívala, že letoví dispečeři na místním a přibližovacím sektoru zanedbali své povinnosti tím, že umožnili pomalejšímu letadlu (IL-14) odstartovat před letadlem s vyšším výkonem (IL-18), nedokázali dostat let LZ101 do bezpečné výšky a nedokázali sledovat jeho pohyb na radaru. Nakonec převzal úplné velení nad vyšetřováním tehdejší československý ministr dopravy Alois Indra, aby vyřešil konflikt mezi bulharskou a československou stranou. Sporné body v konfliktu se týkaly národní prestiže a výše odškodného pro rodiny obětí: kdyby byla shledána chyba na straně československého řízení letového provozu, měla každá rodina obdržet 20 000 USD; kdyby byla shledána chyba na straně bulharské posádky, měla obdržet 10 000 leva.
Vyšetřovatelé zdokumentovali, že příslušníci Veřejné bezpečnosti, Státní bezpečnosti a zaměstnanci bratislavské školy vojenského inženýrství prohledali oblast o rozloze přibližně 350×50 m kolem místa neštěstí. Přitom odstranili sněhovou pokrývku o výšce 30 až 50 cm. Obavy, že letadlo převáželo radioaktivní látky, se potvrdily 8. prosince 1966, kdy bylo konstatováno, že na palubě byl jód 131 pro lékařské účely. Tento izotop je však lidskému zdraví zcela neškodný a podle mezinárodních předpisů je povoleno ho převážet jako náklad na palubě komerčních letů. Byl nalezen výškoměr letadla, který ukazoval správnou výšku nad bratislavským letištěm.
Nakonec závěrečná oficiální zpráva vyšetřovací komise zněla: „Komise nemohla jednoznačně zjistit příčinu nehody letadla. (…) Předpokládá, že nejpravděpodobnější příčinou bylo nedostatečné zhodnocení terénních a povětrnostních podmínek v okrsku letiště Bratislava posádkou letadla a nepřizpůsobení letu těmto podmínkám.“

## Ohlas na nehodu
Nehoda byla druhou nehodou TABSO od roku 1952 a první veřejně známou. Zvláště kvůli úmrtí Ekateriny Popovové měla v Bulharsku značný veřejný ohlas. Zpěvaččiny ostatky byly obřadně převezeny do Sofie a pohřbeny na hlavním městském hřbitově. Během pohřbu byla na dvě minuty zastavena veškerá doprava a po celém Bulharsku se rozezněly sirény. Básník Pavel Matev napsal Popovové po její smrti báseň Ти Сън Ли Си („Jsi pouhý sen?“), kterou zhudebnila zpěvačka Lili Ivanovová.

## Konspirační teorie
Jeden z vyšetřovatelů nehody na bulharské straně, vyšetřující soudce Nejvyššího soudu Nedju Gančev, během závěrečné fáze vyšetřování spáchal sebevraždu. Krátce předtím řekl svým přátelům: „Nemohu udělat to, na čem trvají, abych udělal.“ To vedlo některé Bulhary k domnění, že havárii možná zosnoval první tajemník Ústředního výboru Komunistické strany Bulharska Todor Živkov, aby se zbavil svého politického protivníka, generála Bačvarova. 
Toto téma se stalo předmětem mnoha fám a po Živkovově pádu bylo znovu otevřeno. Nikdy však nebyly nalezeny důkazy, které by potvrzovaly nebo vyvracely tuto konspirační teorii.

## Památník
Krátce po neštěstí vysadili dobrovolníci na místě tragédie 82 bříz, za každou oběť jednu. Obyvatelé několikrát usilovali o výstavbu památníku, ale neúspěšně.[zdroj?] Na místě byl po čase vztyčen dřevěný kříž a malá kamenná mohyla.

### Galerie

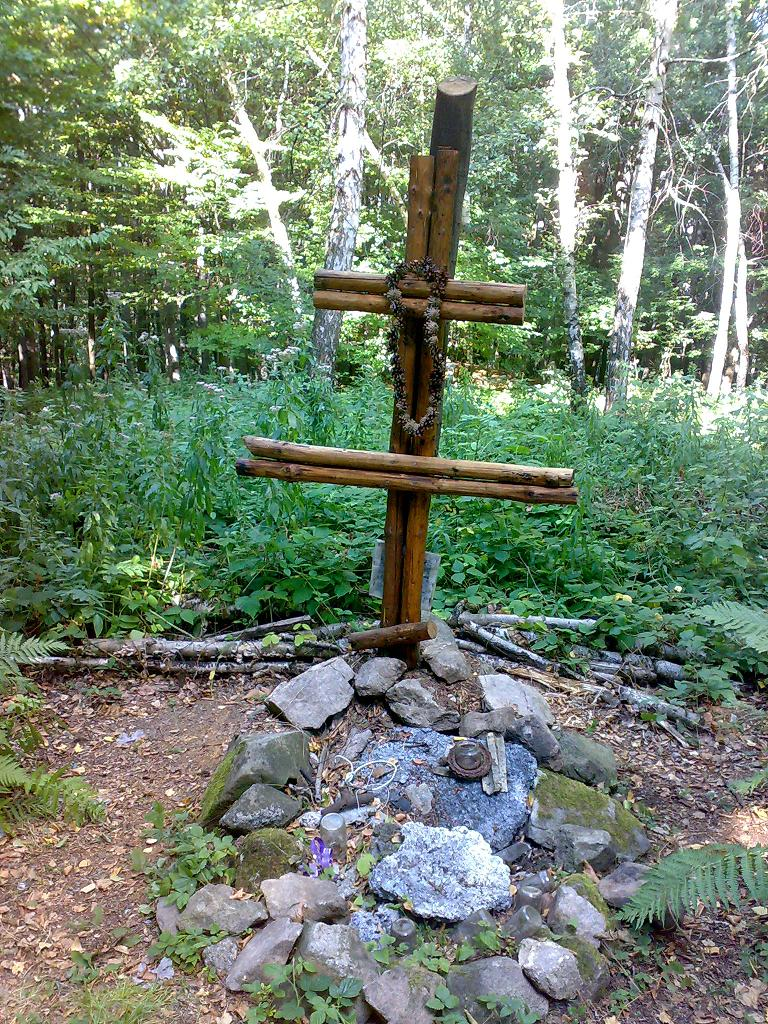
Dřevěný kříž - památka na let
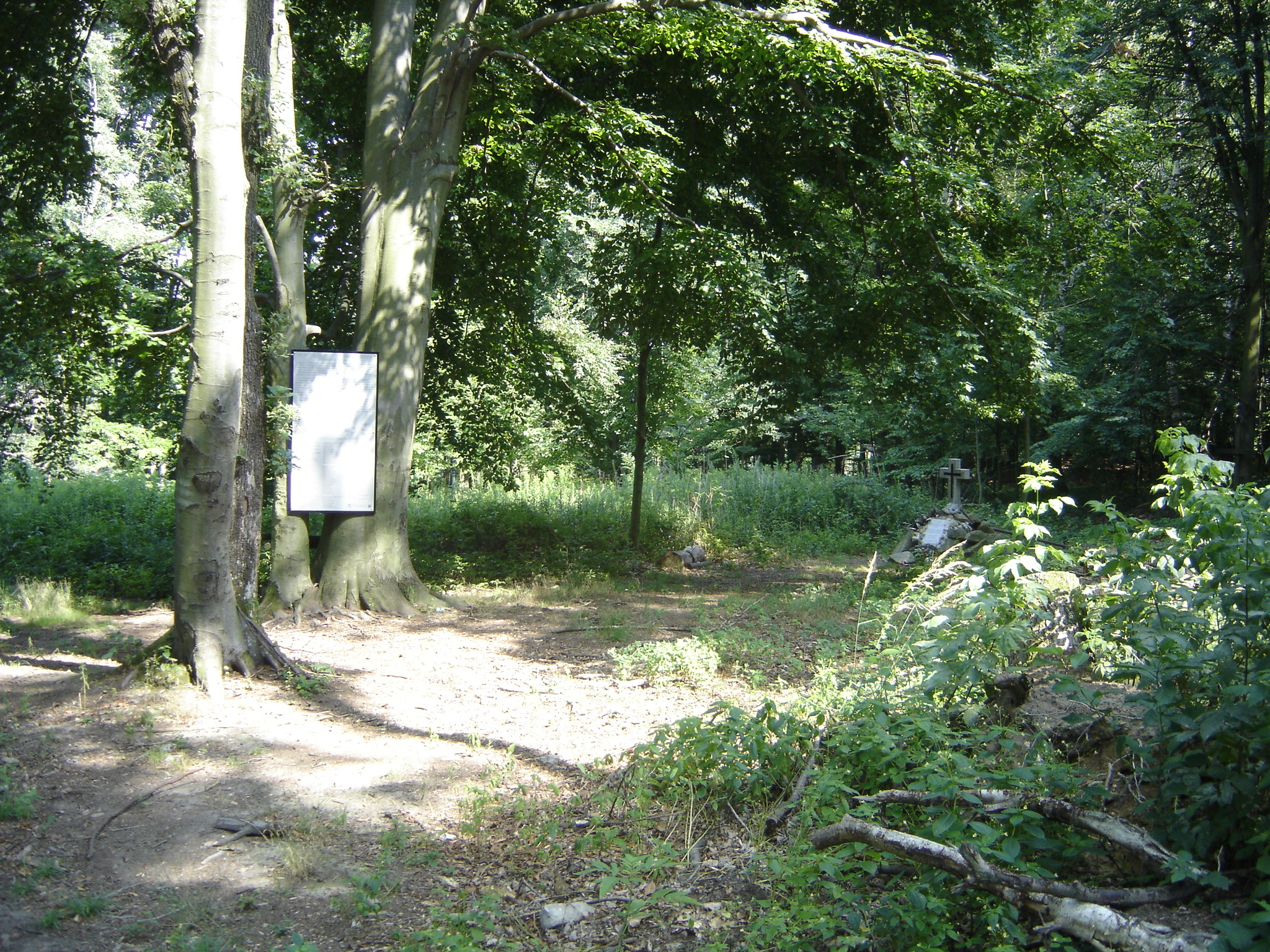
Místo neštěstí (2012)
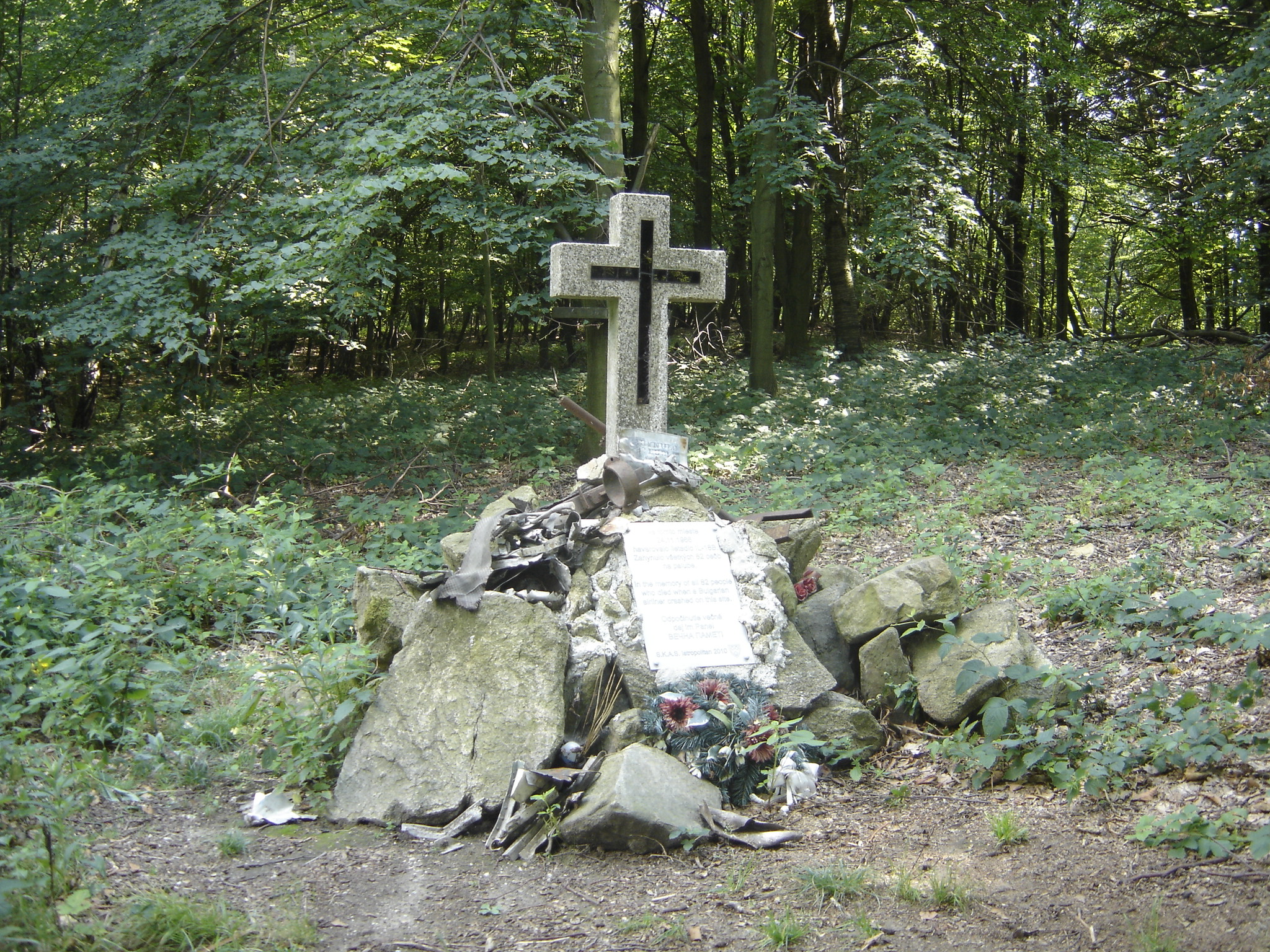
Kříž s tabulí
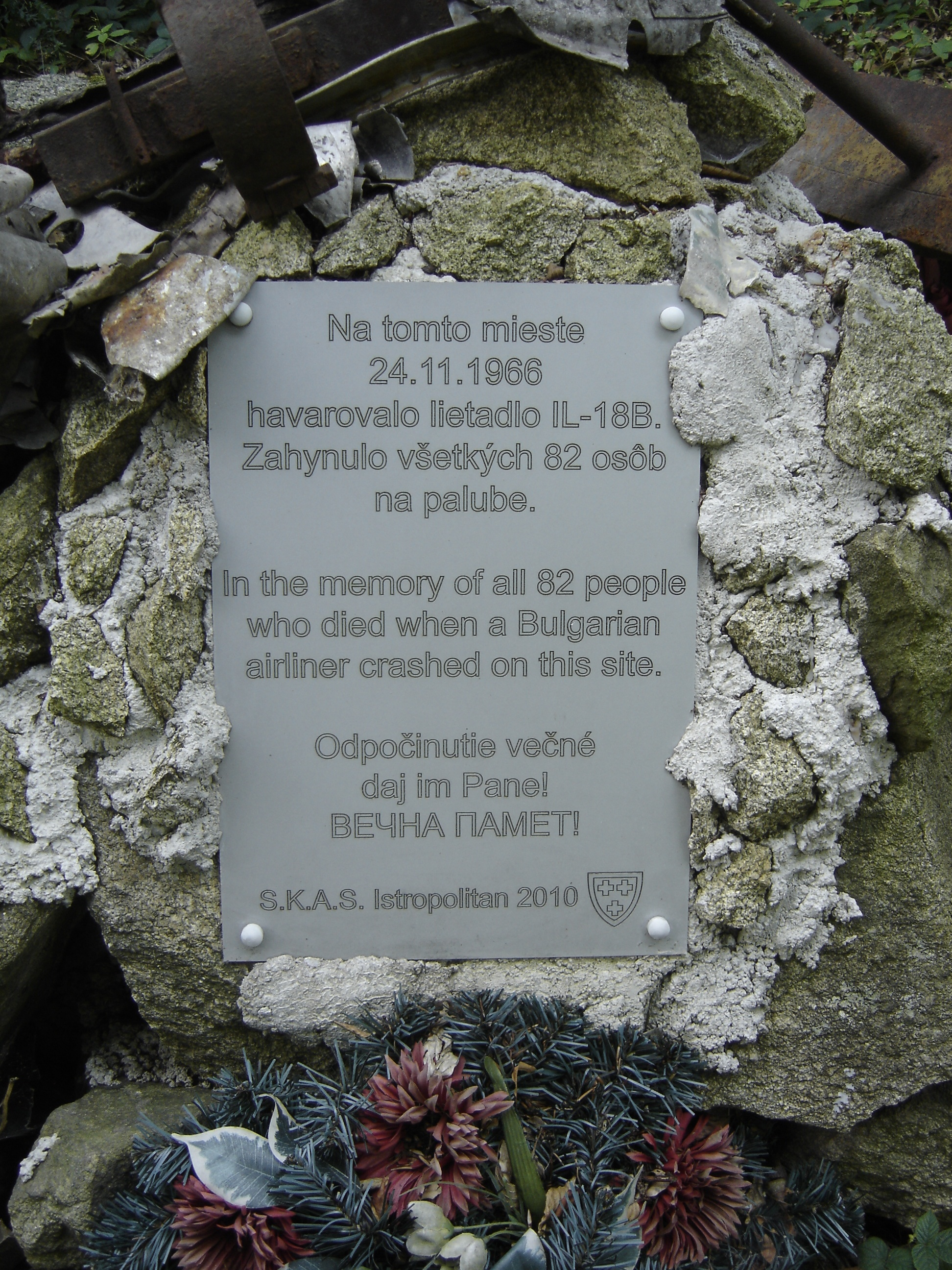
Tabule pod křížem
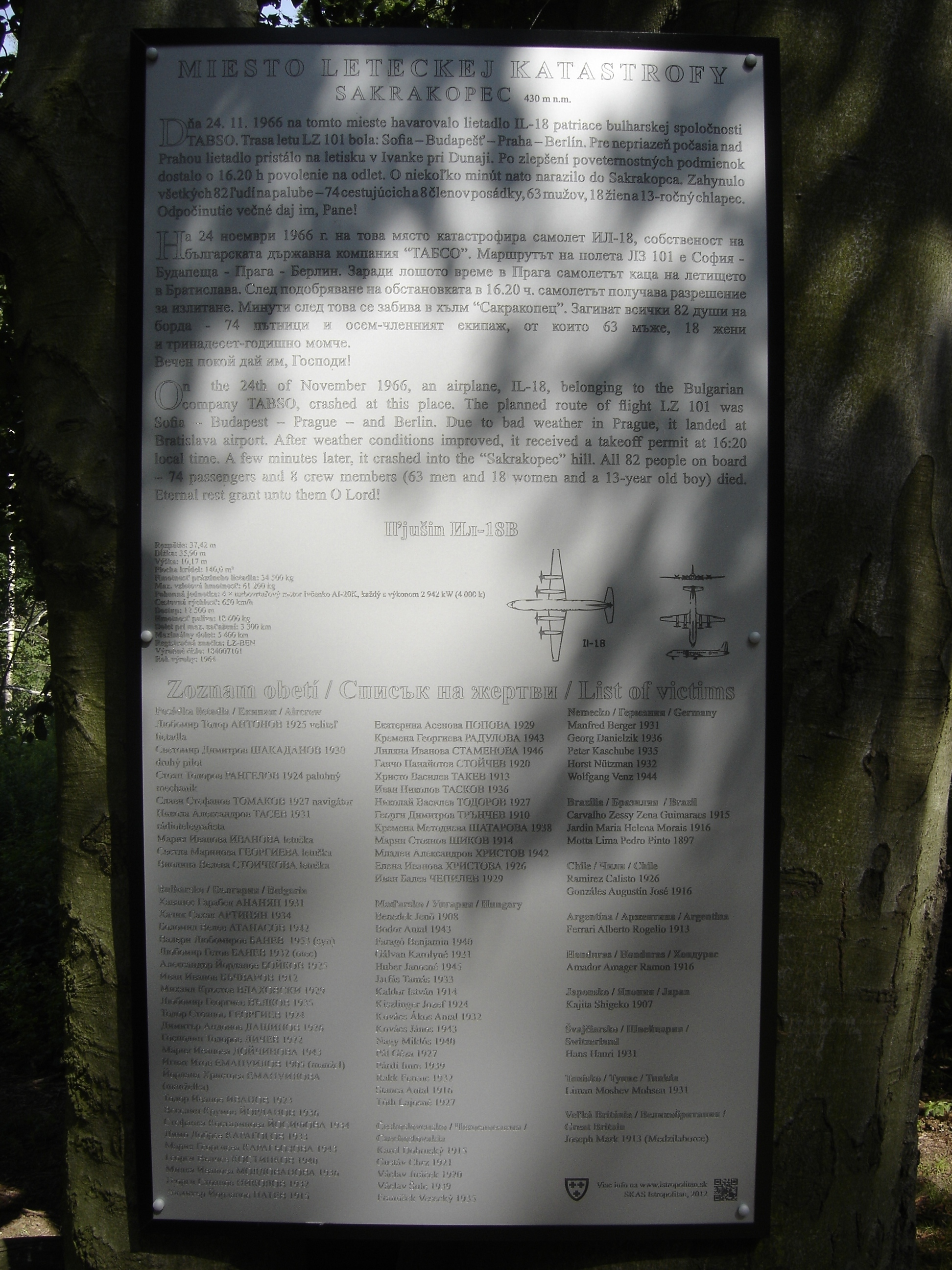
Informační tabule v slovenštině, bulharštině a angličtině
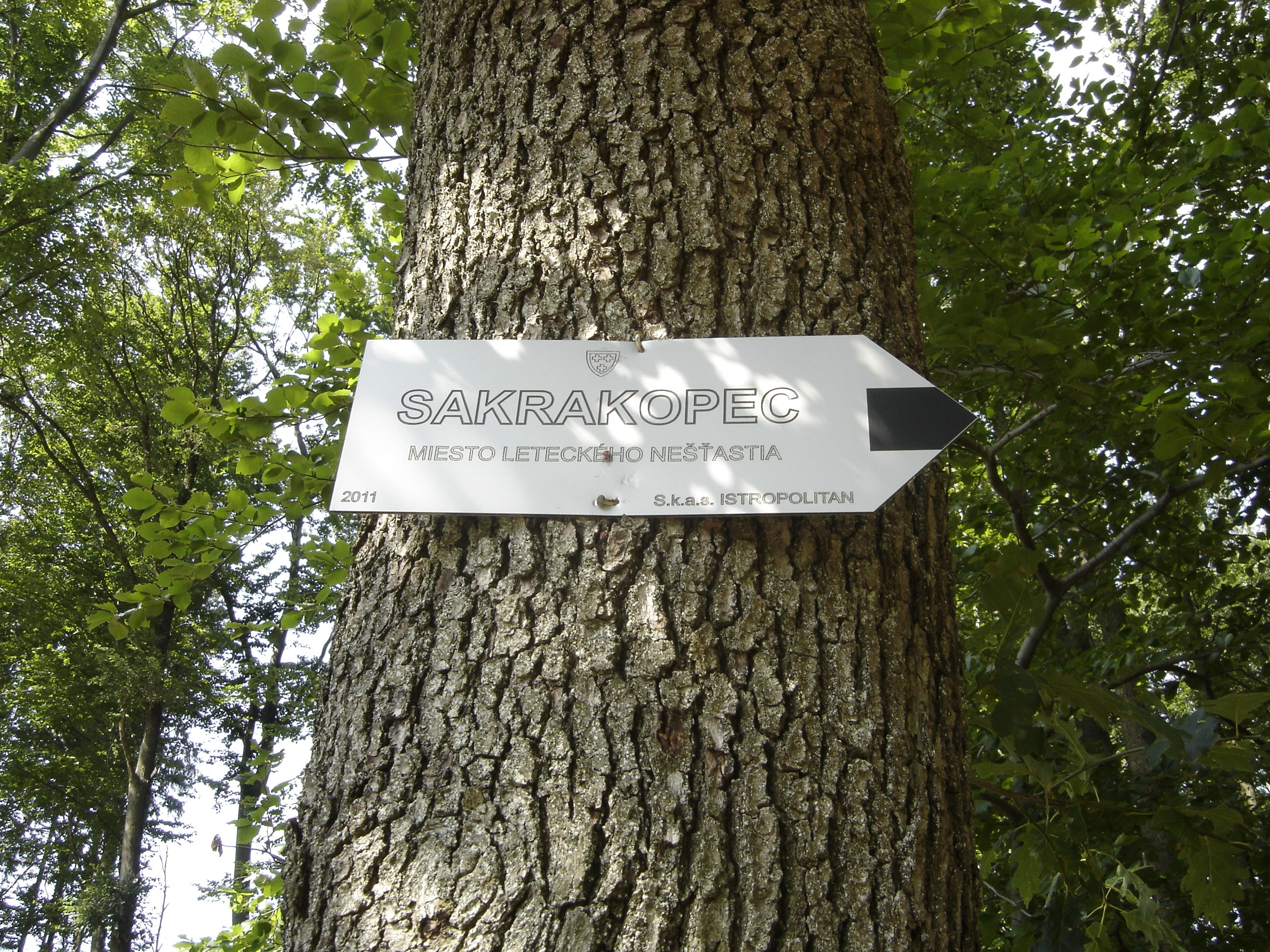
Ukazatel směru k místu pádu